# Pasadena, Texas
Pasadena är en stad i Texas, USA. Staden har cirka 154 000 invånare.